# 兽医学
獸醫學（英語：veterinary medicine 或 veterinary science）是一門應用醫學診斷與治療方法來處理動物問題的學門，面對的動物包括寵物、野生動物或家畜與家禽等。獸醫學除了研究一般醫學問題之外，也關注於動物的行為。受過獸醫學訓練並以此來診療動物的醫生稱為獸醫或獸醫師。

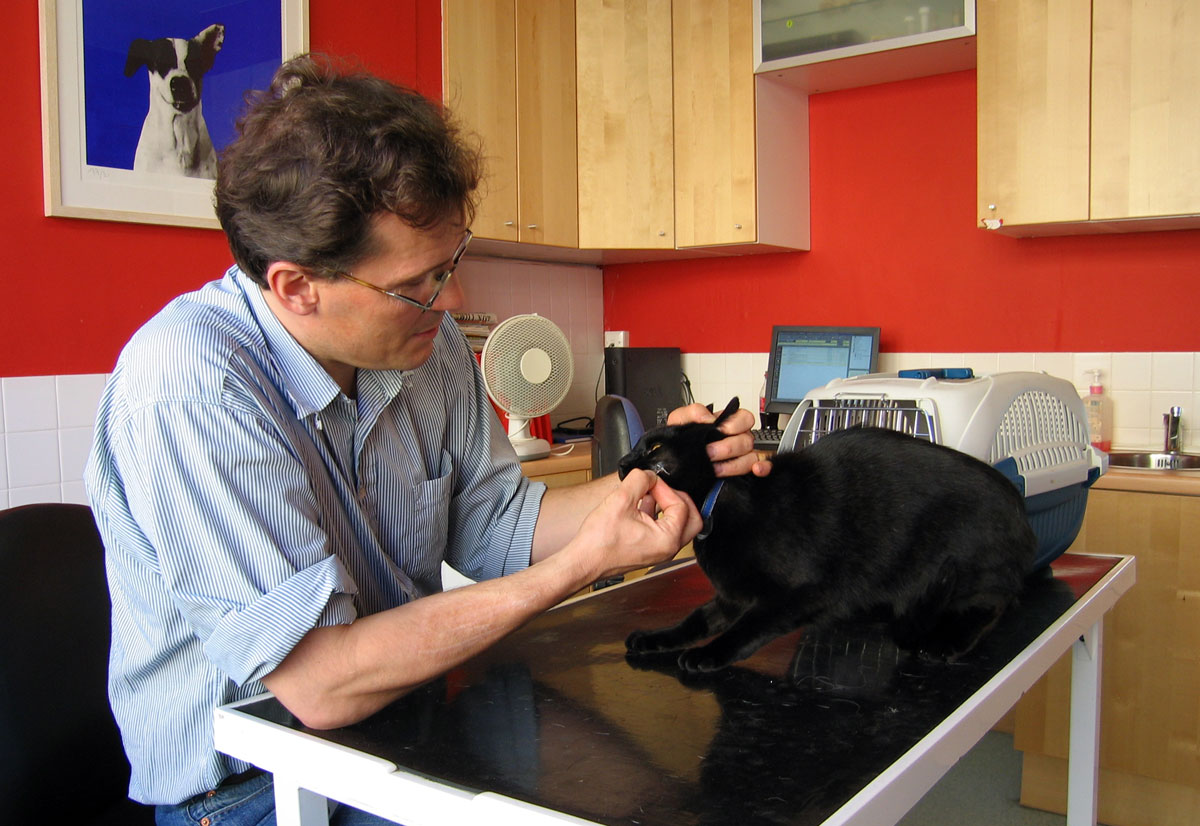
一个兽医正在给一头黑猫做外科手术。

兽医学是一门古老的学科。由于一些先进的诊断和治疗技术的出现，兽医学在近年来得到了很大的发展。现在的动物已经可以使用一些先进的方法进行治疗，如注射胰岛素、根管治疗术、髋关节置换术、白内障手术、人工心脏起搏器等牙科或外科的治疗。

## 学科分类
兽医专业近年来发展也很快。美国兽医协会（AVMA）目前已经承认了20个兽医学科，包括麻醉学、动物行为学、皮肤病学、急救学、内科学、心脏内科、肿瘤学、神经学、影像诊断学和外科学。在美国，兽医从兽医学校毕业后如果要从事专业工作，需经过实习医师期和住院医师实习期后经过严格考试才能胜任。

## 工作领域

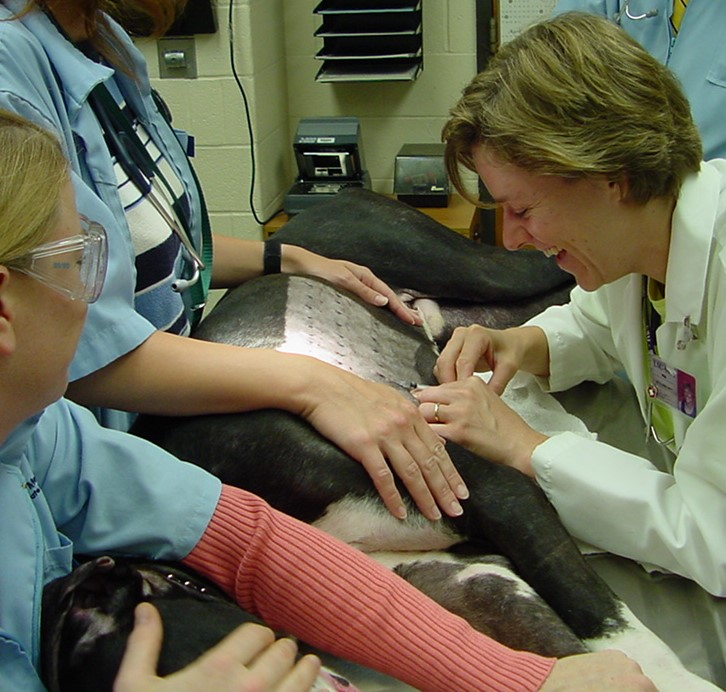

兽医学通过监测家畜、宠物和野生动物的健康情况，对保卫人类的生命安全也做出了贡献。由于全球范围不断出现的动物传染病也要求兽医学通过群体诊断学的方法对流行病和传染病进行有效控制。
通过维护动物健康和对肉类进行检疫，兽医也会参加相关工作来确保食品数量、质量和安全。兽医学家在生物学、化学、农学及药物学方面都占有重要地位。
在一些国家，马兽医学也是一个专门的领域。对马的临床工作主要包括运动系统、整形外科、消化道紊乱（包括马腹痛，这是家马死亡的主要原因）和呼吸道感染等疾病。
动物医学也包括了动物园动物和野生动物的治疗，这部分工作在近年来也越来越重要和复杂。而野生动物的保护也越来越紧急。

## 美国的兽医领域
和人类健康领域一样，兽医学在实践中也需要大量的人来满足病患的需要。兽医需要在兽医学校学习4年后，还要完成3-4年的大学的准兽医工作。接下来，他们需要在想获得执业许可的州参加考试。一般认为，兽医学校是各种医学专业中最难被接受的。事实上，在医生中，兽医通常被列为最聪明且最可信赖的。他们需要诊断各种不同的动物，却无法同病人进行交流。除了兽医外，很多兽医院还提供兽医技师和兽医助手给生病动物与健康动物一样的照护。兽医技师实际上就是兽医护士，他们从两年或四年学院学习后并获得合法认证。兽医技师需要在兽医执行治疗时进行相应的辅助。兽医助手在很多州并不需要执照，但也要通过各类技术学校的良好培训后才能参加工作。

## 外部連結
搜索引擎
- （英文）Vetseek - 兽医学专用的搜索引擎

文章及刊物
- （英文）The Brown Animal Sanatory Institution （页面存档备份，存于） - Citizendium上关于伦敦一家历史悠久的兽医研究和临床中心的文章
- （英文）兽医学(Veterinary Medicine) - 一本月刊
- （英文）兽医经济学(Veterinary Economics) （页面存档备份，存于） - 一本月刊

其它
- （英文）美国兽医协会(American Veterinary Medical Association)官方网站 （页面存档备份，存于） - 提供兽医专业信息
- （英文）美国宠物医院协会(American Animal Hospital Association)官方网站 - 用来寻找宠物医院
- （英文）Veterinary MLS, 兽医社区的共享平台